# Simianus basalis
Simianus basalis is een keversoort uit de familie Callirhipidae. De wetenschappelijke naam van de soort werd in 1924 als Simianellus basalis gepubliceerd door Fritz Isidore van Emden.